# Naihati

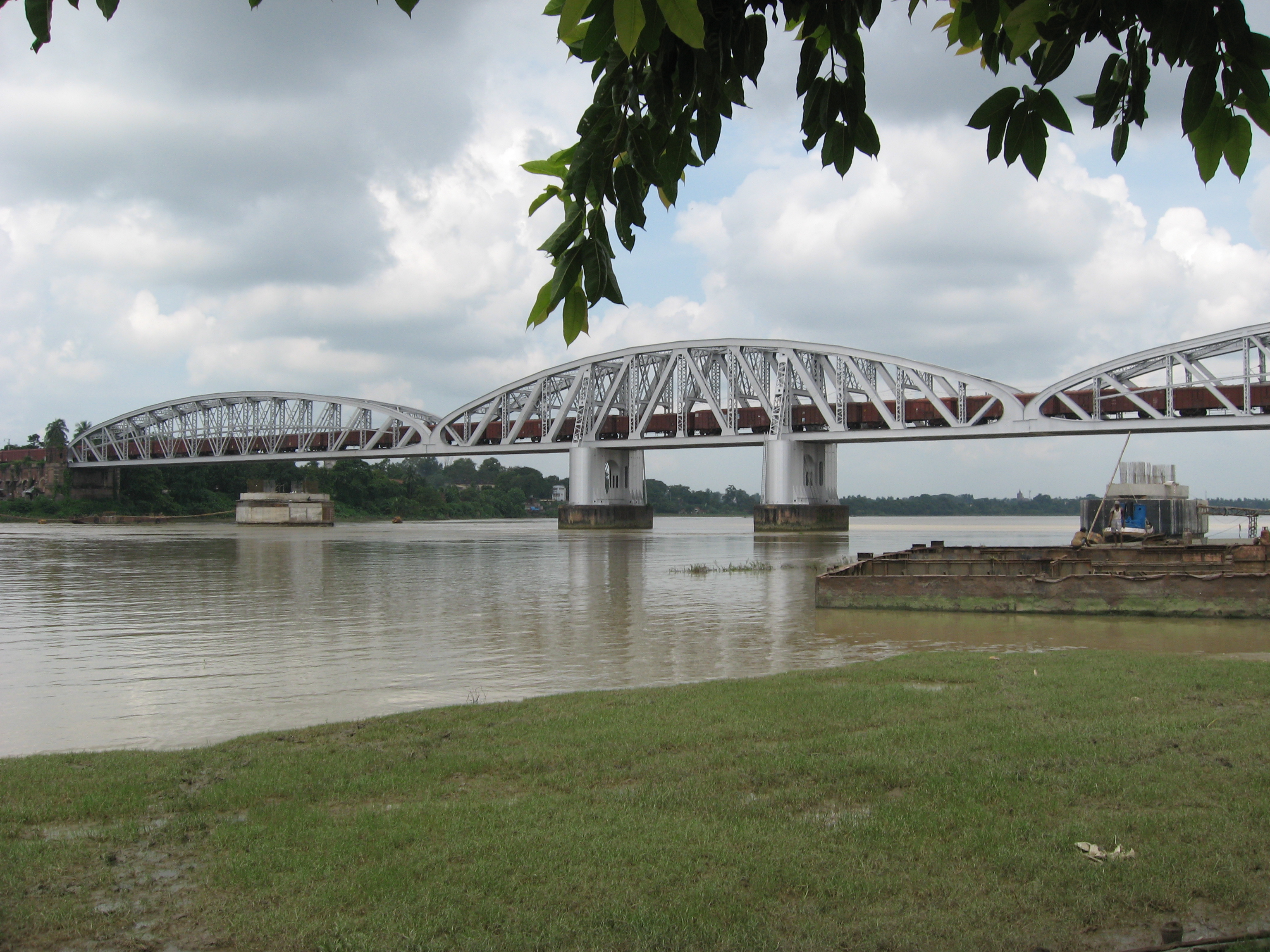
Bro över Huglifloden vid Naihati.

Naihati (bengali নৈহাটী) är en stad längs Huglifloden i distriktet North 24 Parganas i den indiska delstaten Västbengalen. Staden, Naihati Municipality, ingår i Calcuttas storstadsområde och hade 217 900 invånare vid folkräkningen 2011.
Författaren Bankim Chandra Chatterjee föddes här och ett museum, Rishi Bankim Library and Museum, över denne finns därför i staden.